# Rosemary Museminali
Rosemary Museminali (née en 1962) est une femme politique rwandaise. Elle est ministre des Affaires étrangères et de la Coopération du Rwanda entre le 8 mars 2008 et le 1er décembre 2009, succédant à Charles Murigande et suivie par Louise Mushikiwabo.
En 2000, elle est nommée ambassadrice au Royaume-Uni et en Irlande.